# Maple Falls (Washington)
Maple Falls  est une census-designated place américaine de l'État de Washington dans le comté de Whatcom. 
La population était de 159 habitants en 2010.